# Acrolophus pallidus
Acrolophus pallidus is een vlinder uit de familie van de echte motten (Tineidae). De wetenschappelijke naam van de soort is voor het eerst geldig gepubliceerd in 1881 door Möschler.